# Д’Анџело Расел
Д’Анџело Данте Расел (енгл. D'Angelo Danté Russell; Луивил, Кентаки, 23. фебруар 1996) амерички је кошаркаш. Игра на позицијама плејмејкера и бека, а тренутно наступа за Далас мавериксе.
На НБА драфту 2015. одабрали су га Лос Анђелес лејкерси као другог пика.

## Успеси

### Клупски
- Лос Анђелес лејкерси:
  - НБА куп (1): 2023.

### Појединачни
- НБА Ол-стар меч (1): 2019.
- Идеални тим новајлија НБА — друга постава (1): 2015/16.